# شهاب المهاجر
ثناءالله غفاری (زاده ۲۸ اکتبر ۱۹۹۴) که بیشتر با نام مستعار شهاب المهاجر شناخته‌شده است یک شبه‌نظامی افغانستانی است که از سال ۲۰۲۰ به‌عنوان امیر داعش خراسان منصوب شده‌است.

## اوایل زندگی
غفاری در یک خانواده تاجر در نزدیکی ولسوالی شکردره به دنیا آمد، طبق گزارش‌های خبری خانواده‌ او از هند به افغانستان مهاجرت کرده‌اند برخی دیگر وی را از قوم پشتون قبیله خروتی پشتونهای غَلجایی می‌دانند.  غفاری تحصیلات دینی را در کابل فراگرفت و چند سال بعد از دانشگاه کابل موفق به دریافت مدرک مهندسی شد.
غفاری به‌عنوان یک پیمانکار فرعی در یک شرکت امنیتی کارمیکرد و به میدان هوایی بگرام دسترسی و رفت‌وآمد داشت.

## حرفه نظامی
طبق گزارش‌ها غفاری در بین سال‌های ۲۰۱۰ تا ۲۰۱۲ به گروهک تروریستی شبکه حقانی پیوسته و تا زمان جدایی‌اش در سال ۲۰۱۵ به یک عامل تروریستی میدانی تبدیل شده‌است.طالبان عضویت غفاری در شبکه حقانی را رد می‌کند.
غفاری در آوریل ۲۰۲۰ به‌عنوان امیر و رئیس عملیاتی داعش خراسان منصوب شد.
پس از حمله ۱۴۰۰ میدان هوایی کابل که توسط غفاری برنامه‌ریزی شده‌بود طالبان ادعا کرد که از هر اقدامی برای دستگیری او استفاده خواهدکرد.